# Surprise (Arizona)
Surprise es una ciudad ubicada en el condado de Maricopa en el estado estadounidense de Arizona. En el censo de 2010 tenía una población de 117 517 habitantes y una densidad poblacional de 428,58 personas por km².

## Geografía
Surprise se encuentra ubicada en las coordenadas 33°40′14″N 112°27′10″O / 33.67056, -112.45278. Según la Oficina del Censo de los Estados Unidos, Surprise tiene una superficie total de 274,2 km², de la cual 273,88 km² corresponden a tierra firme y (0,12%) 0,32 km² es agua.

## Demografía
Según el censo de 2010, había 117.517 personas residiendo en Surprise. La densidad de población era de 428,58 hab./km². De los 117.517 habitantes, Surprise estaba compuesto por el 80,62% blancos, el 5,12% eran afroamericanos, el 0,68% eran amerindios, el 2,57% eran asiáticos, el 0,2% eran isleños del Pacífico, el 6,99% eran de otras razas y el 3,82% pertenecían a dos o más razas. Del total de la población el 18,49% eran hispanos o latinos de cualquier raza.

## Educación
En una parte de Surprise, el Distrito Escolar Unificado de Peoria gestiona escuelas públicas.